# Хокта
Хо́кта (возможно, от бур. Хуhатай  — берёзовый) — село в Осинском районе Иркутской области (Усть-Ордынский Бурятский округ). Входит в муниципальное образование «Каха-Онгойское» и является его центром.

## География
Расположена в 16 км к северо-востоку от районного центра, села Оса, на высоте 456 метров над уровнем моря.

### Внутреннее деление
Состоит из 7 улиц:
- Заречная
- Имыгирова
- Набережная
- Складская
- Трактовая
- Угловой пер.
- Центральная

## Население
| 2002 | 2010 | 2011 | 2012 | 2019 |
| ---- | ---- | ---- | ---- | ---- |
| 389  | ↘378 | ↘377 | ↗388 | ↗419 |